# Aleksander Hornowski
Aleksander Hornowski herbu Korczak – skarbnik mielnicki w latach 1729–1733.
Był elektorem Stanisława Leszczyńskiego w 1733 roku.